# Удары в настольном теннисе
Удар в настольном теннисе — основное атакующее и защитное действие в игре, существует множество различных типов удара ракеткой по мячу. Удары классифицируются в зависимости от величины поступательной скорости мяча, скорости и направления вращения мяча, их соотношения, места удара, назначения удара и по другим параметрам.
Правилами настольного тенниса удар определяется следующим образом: «Игрок „ударяет“ мяч, если он касается мяча в игре своей ракеткой, держа её в руке, или своей рукой с ракеткой ниже запястья».

## Общее описание
При выполнении ударов в настольном теннисе спортсменами высокого класса начальная линейная скорость мяча достигает 130—180 км/ч, а скорость вращения — 50—170 об/сек. Темп обмена ударами в партии может превышать 120 ударов в минуту.
Удары классифицируются как атакующие и защитные удары, удары с вращением и без, форхэнд и бэкхэнд удары, по направлению вращения (верхнее, нижнее, боковое вращение и плоские удары) и т. д. Эта классификация достаточно условная, различные специалисты иногда относят один и тот же удар к противоположным группам. Осложняет ситуацию и то, что при переводе с других языков различные переводчики переводят по-разному одни и те же иноязычные термины.

## Типы ударов
Ниже приводится список основных ударов в настольном теннисе, упоминаемых практическими всеми специалистами.
| Русское название | Английское название  | Описание                                                                                   | Тип вращения              |
| ---------------- | -------------------- | ------------------------------------------------------------------------------------------ | ------------------------- |
| Подача           | Service              | Удар с помощью которого мяч вводится в игру                                                | Любое                     |
| Прием подачи     | Service return       | Удар с помощью которого принимают подачу                                                   | Любое                     |
| Срезка           | Push                 | Прием нижним вращением любых ударов (чаще всего срезок и подрезок) над столом              | Нижнее                    |
| Накат            | Hit / Drive          | Удар со слабым верхним вращением и большой скоростью мяча                                  | Верхнее                   |
| Смэш             | Smash                | Сверхсильный удар по завышенному мячу                                                      | Чаще всего верхнее        |
| Топ-спин         | Top-spin / Loop      | Атакующий удар со сверхсильным верхним вращением                                           | Верхнее, иногда с боковым |
| Скидка / Скрутка | Flip / Flick         | Атакующий удар со стола                                                                    | Верхнее                   |
| Подставка / Блок | Block                | Подставка почти неподвижной ракетки под атакующий мяч                                      | Верхнее                   |
| Подрезка         | Backspin shot / Chop | Защитный удар с сильнейшим нижним вращением для приема атакующих ударов за пределами стола | Нижнее, иногда с боковым  |
| Свеча            | Lob                  | Мяч с высокой траекторией полета и обычно сильным вращением                                | Любое                     |
| Укороченный мяч  | Drop shot            | Мяч с короткой траекторией полета, падающий сразу за сеткой                                | Любое                     |

В настольном теннисе постоянно происходят изменения инвентаря для игры, техники игры, в связи с чем появляются новые удары или изменяются выполнение и название старых.